# Арнолд IV фон Баден
Арнолд IV фон Баден (на немски: Arnold IV Graf von Baden; на латински: „Comes Arnolfus“; * ок. 1094 в Швейцария; † 5 септември 1172 в Ленцбург в Ааргау, Швейцария) от фамилията фон Ленцбург е граф на Баден в Цюрихгау в Швейцария.
Той е вторият син на граф Арнолд II фон Ленцбург († 1130) и съпругата му Хемма († сл. 1127). Арнолд IV и тримата му братя Улрих V († 1133), Вернер († сл. 1159) и Куно фон Баден († 1168/1169) поемат собственостите в Цюрихгау. Главната им резиденция е замък Щайн в Баден. Клонът Баден е тясно свързан с Хоенщауфените. Император Фридрих I Барбароса им дава също графства в Италия.
Със смъртта на Арнолд IV през 1172 г. собственостите на линията отиват на граф Хартман III фон Кибург-Дилинген, съпругът на дъщеря му Рихенца.

## Фамилия
Арнолд IV фон Баден се жени за дъщеря на маркграф Херман II фон Баден († 1130). Той е баща на:
- Рихенца фон Баден († ок. 24 април 1172 в Ленцбург), омъжена за граф Хартман III фон Кибург-Дилинген († сл. 22 август 1180)